# كريستين لويس
كريستين لويس (بالإنجليزية: Kristin Lewis)‏ هي مغنية أوبرا أمريكية، ولدت في 1975 في ليتل روك في الولايات المتحدة.

## روابط خارجية
- كريستين لويس على موقع ميوزك برينز (الإنجليزية)
- كريستين لويس على موقع أول ميوزيك (الإنجليزية)